# Ultra Music
La Ultra Music è un'etichetta discografica indipendente statunitense specializzata in musica dance, e composta da Ultra Records (produzione), Ultra Music Publishing (distribuzione) e Empire Artist Management (management).

## Storia
L'etichetta è stata fondata a New York City nel 1995 da Patrick Moxey, già dirigente della Polygram e fondatore dell'etichetta di hip hop Payday Records. Il primo lavoro distribuito dall'etichetta fu il singolo Transatlantic Soul di Roger Sanchez. Il maggiore successo della Ultra è stato il remix di Felix Jaehn del brano Cheerleader di Omi, numero uno in numerose classifiche in tutto il mondo. Nel 2013 ha formato una partnership con la Sony Music.
Tra gli artisti che fanno parte o hanno fatto parte del roster dell'etichetta ci sono Calvin Harris,  Avicii, David Guetta, Kygo, Tiësto, Benny Benassi, Kaskade, deadmau5, Steve Aoki, DJ Muggs, Paul Oakenfold, Era Istrefi, Alexandra Stan, Mahmut Orhan, Lost Frequencies, Alan Walker e Alex Gaudino.